# Dryoscopus gambensis
Dryoscopus gambensis е вид птица от семейство Malaconotidae.

## Разпространение
Видът е разпространен в Ангола, Бенин, Буркина Фасо, Бурунди, Габон, Гамбия, Гана, Гвинея, Гвинея-Бисау, Екваториална Гвинея, Еритрея, Етиопия, Камерун, Република Конго, Демократична република Конго, Кот д'Ивоар, Кения, Либерия, Мали, Мавритания, Нигер, Нигерия, Руанда, Сенегал, Сиера Леоне, Сомалия, Судан, Танзания, Того, Уганда, Централноафриканската република, Чад и Южен Судан.